# Зоткін Андрій Тимофійович
Андрі́й Тимофі́йович Зо́ткін (1914—1984) — передовик сільського господарства Української РСР, комбайнер Доманівської МТС, Герой Соціалістичної Праці (1951).

## Життєпис
Народився в селі Царедарівка, нині Доманівського району Миколаївської області. Українець.
У березні 1944 року призваний Доманівським РВК до лав РСЧА. Учасник німецько-радянської війни з березня 1944 року: шофер 22-го армійського винищувально-протитанкового артилерійського полку 69-ї армії, молодший сержант. Воював на 3-му Українському та 1-му Білоруському фронтах, був поранений.
У 1950 році комбайнер Доманівської МТС А. Т. Зоткін за 25 робочих днів намолотив 8 тисяч центнерів зерна.

## Нагороди
Указом Президії Верховної Ради СРСР від 6 квітня 1951 року Зоткіну Андрію Тимофійовичу присвоєне звання Героя Соціалістичної Праці.
Нагороджений орденами Леніна (06.04.1951), Вітчизняної війни 2-го ступеня (11.03.1985), Червоної Зірки (12.05.1945) і медалями.